# Улица 1812 года (Москва)
Улица 1812 года (название с 1959 года) — улица в Западном административном округе города Москвы на территории района Дорогомилово. Начинается от Поклонной улицы, пересекает Кутузовский проспект и оканчивается у железной дороги, рядом с железнодорожной станцией Фили.

## Происхождение названия
Улица находится на западе столицы, и её название, присвоенное в память о победе России в Отечественной войне 1812 года, входит в обширный ансамбль названий, посвящённых событиям и героям этой войны.
Официальное название улицы — улица 1812 Года, однако с точки зрения орфографии правильнее использовать строчную букву — улица 1812 года.

## Примечательные здания и сооружения
По нечётной стороне:
- № 5 — жилой дом. Здесь жил советский государственный деятель, министр иностранных дел СССР Д. Т. Шепилов[4].
- № 7 — жилой дом. Здесь жила актриса Марина Голуб[5].

По чётной стороне:
№ 2 — жилой дом 1954 года постройки
- № 12 — детский сад № 1894
- № 14 — Гохран России, Ассоциация Российских производителей бриллиантов. Административное здание здание Министерства финансов СССР было построено в 1973 году по проекту архитектора А. В. Афанасьева. Проект был отмечен премией Совета Министров СССР 1974 года[6].